# Хорн, Блэр
Блэр Джеймс Хорн (англ. Blair James Horn; род. 17 июля 1961, Келоуна, Британская Колумбия) — канадский гребец, выступавший за сборную Канады по академической гребле в первой половине 1980-х годов. Чемпион летних Олимпийских игр в Лос-Анджелесе, бронзовый призёр Панамериканских игр в Каракасе, победитель и призёр регат национального значения.

## Биография
Блэр Хорн родился 17 июля 1961 года в городе Келоуна провинции Британская Колумбия, Канада.
Окончил Брентвудский колледж и Вашингтонский университет. Во время учёбы в университете состоял в местной гребной команде «Вашингтон Хаскис», неоднократно принимал участие в различных студенческих регатах.
Впервые заявил о себе в гребле на взрослом международном уровне в сезоне 1983 года, когда вошёл в основной состав канадской национальной сборной и побывал на Панамериканских играх в Каракасе, откуда привёз награду бронзового достоинства, выигранную в зачёте распашных рулевых четвёрок — уступил здесь только командам из США и Бразилии.
Благодаря череде удачных выступлений удостоился права защищать честь страны на летних Олимпийских играх 1984 года в Лос-Анджелесе. В программе восьмёрок обошёл всех своих соперников в главном финале, в том числе на 0,42 секунды опередил ближайших преследователей из Соединённых Штатов, и тем самым завоевал золотую олимпийскую медаль. Таким образом, впервые в истории канадская восьмёрка стала лучшей на Олимпийских играх.
После лос-анджелесской Олимпиады из-за проблем со спиной Хорн вынужден был покинуть гребную команду Канады и вскоре вовсе завершил карьеру спортсмена.
За выдающиеся спортивные достижения введён в Зал славы спорта Британской Колумбии (1985) и Канадский олимпийский зал славы (2003).
В 1987 году окончил школу права при Йоркском университете, получив степень бакалавра в области юриспруденции, и затем стал практикующим адвокатом в компании Fasken Martineau DuMoulin.